# Gouvernement de la Lituanie
Ne doit pas être confondu avec Gouvernement de Lituanie.
Le Gouvernement de la République de Lituanie (en lituanien : Lietuvos Vyriausybė) exerce le pouvoir exécutif selon la Constitution et les lois de la République de Lituanie.